# Libero (nome)
Libero  è un nome proprio di persona italiano maschile.

## Varianti
- Maschili:
  - Alterati: Liberino[1]
- Femminili: Libera[1]
  - Alterati: Liberina[1]
  - Composti: Libera Maria[1]

## Origine e diffusione
Si tratta in primo luogo di un nome ideologico, affine ad altri quali Libertà, Libertario e Libertino, con richiamo cioè al valore della libertà; questa tradizione, nata in ambito risorgimentale, è relativa soprattutto alla forma maschile del nome. Il femminile è invece più legato al culto mariano, ispirandosi alla devozione verso la vergine Maria che è nata "libera dal peccato originale". In entrambi i casi, l'etimologia risale al termine latino liber, cioè appunto "libero", usato anche come supernomen e portato, tra l'altro, da Liber, il dio italico della fecondità e del vino, correlato a Bacco.
Riguardo alla sua diffusione, il maschile è attestato maggiormente nel Nord Italia, mentre il femminile è più tipicamente meridionale, concentrandosi in particolare nel Gargano. Per semantica può essere accostato al nome turco Özgür.

## Onomastico
Il nome è adespota, ossia privo di santo patrono; l'onomastico si può festeggiare il 1º novembre, festa di Ognissanti

## Persone

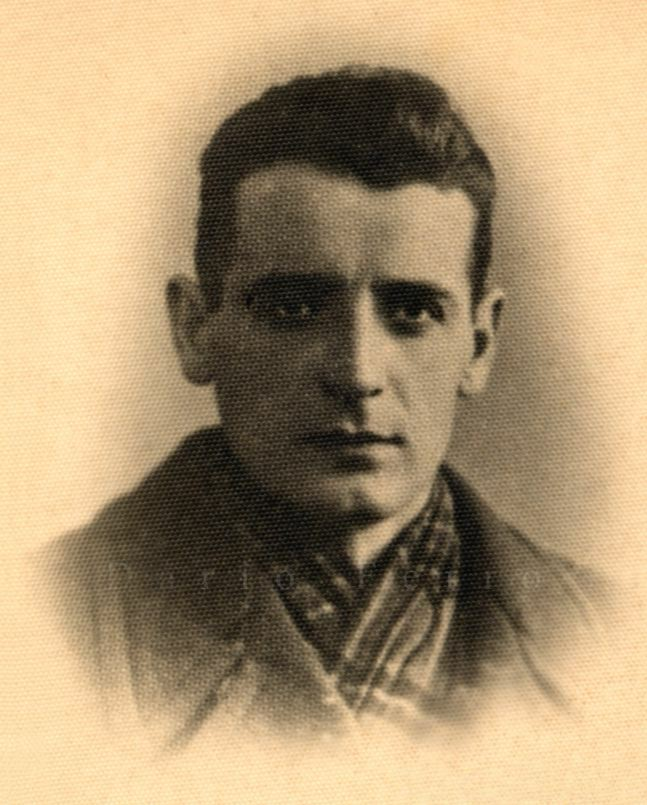
Libero Briganti

- Libero Andreotti, scultore, illustratore e ceramista italiano
- Libero Bigiaretti, poeta e scrittore italiano
- Libero Bovio, poeta, scrittore, drammaturgo e giornalista italiano
- Libero Briganti, rivoluzionario italiano
- Libero D'Orsi, archeologo italiano
- Libero de Libero, poeta, critico d'arte e narratore italiano
- Libero De Rienzo, attore, regista e sceneggiatore italiano
- Libero Della Briotta, politico italiano
- Libero Ferrario, ciclista su strada italiano
- Libero Grassi, imprenditore italiano
- Libero Gualtieri, politico e partigiano italiano
- Libero Liberati, pilota motociclistico italiano
- Libero Marchini, calciatore italiano
- Libero Molinis, calciatore italiano
- Libero Riccardi, nome di battaglia del partigiano italiano Riccardo Fedel

## Il nome nelle arti
- Libero Antonio Camillo Lenin Bottazzi è uno dei figli di Peppone nei romanzi di Giovanni Guareschi dedicati a Don Camillo e nei film che ne sono stati tratti.
- Libero Esposito è un personaggio del film del 1951 Guardie e ladri, diretto da Mario Monicelli e da Steno.
- Libero Incoronato è il protagonista della commedia Le bugie con le gambe lunghe di Eduardo De Filippo.
- Libero Quarini è un personaggio del film del 1996 Il ciclone, diretto da Leonardo Pieraccioni.
- donna Libera "Galozzo" è un personaggio della commedia Le baruffe chiozzotte di Carlo Goldoni.
- Maria Libera è un personaggio del film del 2004 Agata e la tempesta, diretto da Silvio Soldini.
- Maria Libera Mazzatella è un personaggio del film del 1976 Brutti, sporchi e cattivi, diretto da Ettore Scola.
- Libera Valente è la protagonista del film del 1975 Libera, amore mio... diretto da Mauro Bolognini.